# Судол (Свентокшиское воеводство)
Судол (пол. Sudół) — село в Островецком повяте Свентокшиского воеводства Польши, административно относится к гмине Бодзехув.
Расположено в 7 км от города Островец-Свентокшиский и в 61 км от города Кельцы.
В 1975—1998 годах входила в Келецкое воеводство
Население - 670 жителей.